# Metropolia di Simi

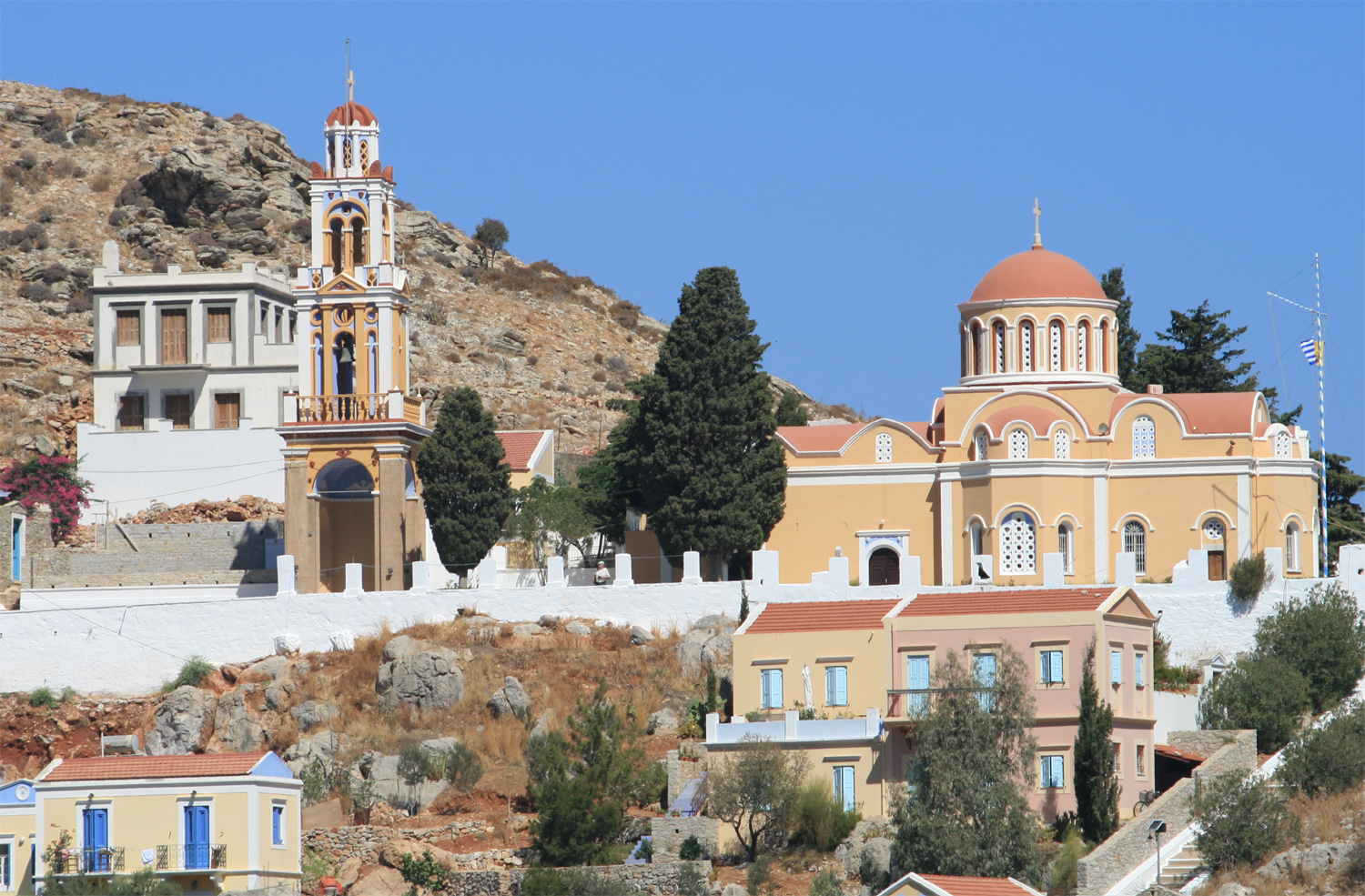
Chiesa di Simi.

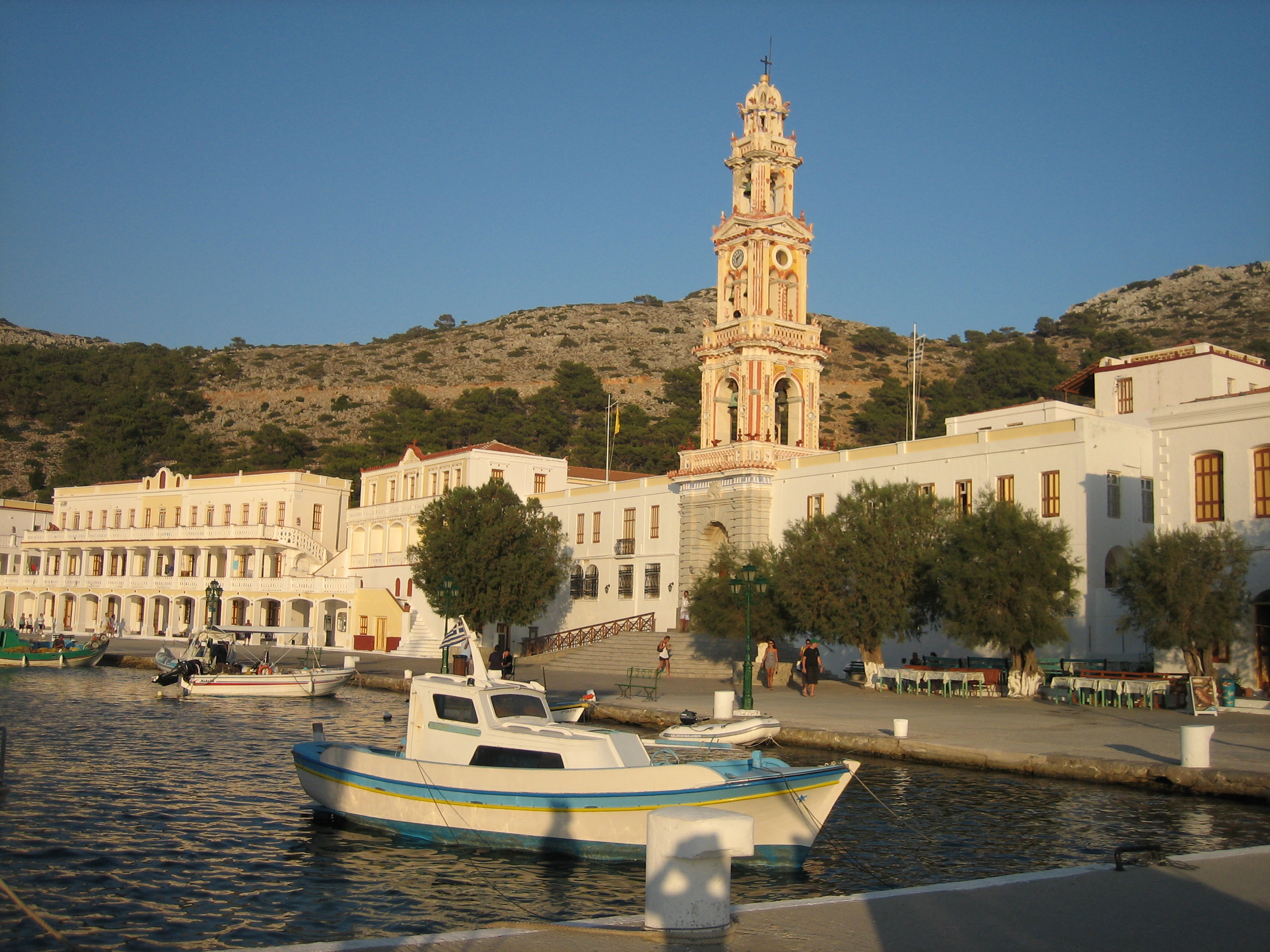
Il monastero di San Michele Arcangelo di Panormitis.

La metropolia di Simi (in greco: Ιερά Μητρόπολις Σύμης) è una diocesi del patriarcato ecumenico di Costantinopoli nel Dodecaneso.
Dall'11 febbraio 2018 il metropolita di Simi, ipertimo ed esarca del mar Egeo meridionale, è Crisostomo Pitsis.

## Territorio
La metropolia comprende diverse isole del mar Egeo del Dodecaneso: Simi, Piscopi, Calchi, Castelrosso, Ro, Strongili, Alinnia e altri isolotti disabitati.
Sede della metropolia è Simi, dove si trova la cattedrale di San Giovanni Battista.

## Storia
Il 5 febbraio 1924 fu istituita la metropolia delle Cicladi, con sede a Simi, e che comprendeva inoltre le isole di Piscopi, Calchi e Nisiro, appartenute alla metropolia di Rodi. Questa istituzione ebbe vita breve per l'opposizione delle autorità italiane, che all'epoca governavano il Dodecaneso. L'odierna metropolia è stata eretta il 20 aprile 2004 per separazione dalla stessa metropolia di Rodi.

## Cronotassi
- Germano Anastasiadis † (5 febbraio 1924 - 9 ottobre 1924 eletto metropolita di Langadas)[2]
- Crisostomo Dimatriadis † (20 aprile 2004 - 9 gennaio 2018 deceduto)[2]
- Crisostomo Pitsis, dall'11 febbraio 2018